# Kemien och det moderna livet
Kemien och det moderna livet är en populärvetenskaplig bok av Svante Arrhenius. Den skrevs i december 1919 och utgavs på Hugo Gebers Förlag, Stockholm.